# Maître Zacharius ou l'Horloger qui avait perdu son âme
Maître Zacharius ou l’Horloger qui avait perdu son âme est un conte fantastique de jeunesse de Jules Verne, paru en 1854 dans la revue Musée des familles.

## Source d’inspiration
Pour ce conte, les sources d’inspiration de Jules Verne peuvent être :
- Edgar Allan Poe, qu’il admirait ;
- Hoffmann, écrivain allemand fantastique et romantique, qui inspira à Offenbach Les Contes d'Hoffmann en 1881.

## Résumé
Élément déclencheur : toutes les horloges et montres d’un horloger suisse se dérèglent.
Désespéré, il veut marier sa fille à un être qui incarne le Temps, afin de conclure un pacte.
Malgré de multiples tentatives, il n'arrive pas à trouver une solution pour ces montres et il meurt dans le château d'Andernatt car l'horloge qui le tenait en vie a éclaté. Le mariage entre sa fille et le diable qui devait avoir lieu à minuit n'a donc pas lieu.
Situation finale : Le corps de l'horloger est inhumé au milieu des pics d'Andernatt. Par la suite, Aubert et Gérande retournent à Genève et, pendant de longues années, ils essaient de racheter par la prière l'âme du réprouvé de la science (maître Zacharius).

## Thèmes abordés dans le récit
- L’amour du travail bien fait (c’est ce qu’éprouve maître Zacharius pour son métier d’horloger).
- Les amours impossibles (en particulier la passion qui se lie entre Gérande et Aubert).
- Pacte avec le diable (qu’entretient maître Zacharius avec le seigneur Pittonaccio et qu’on retrouve dans le mythe de Faust).

## Liste des personnages
- Gérande
- Seigneur Pittonaccio
- Scholastique
- Aubert Thün, plus connu sous le simple nom d'Aubert
- Maître Zacharius

## Adaptations
- La nouvelle a été adaptée à la télévision (Maître Zacharius) par Pierre Bureau avec Pierre Vial (Zacharius), Jean-Pierre Sentier (L'étranger) et Jany Gastaldi (Gérande) et fut tournée dans le village de Riquewihr, en Alsace. Cette adaptation est incluse dans un coffret 2 DVD édité par l'INA dans sa collection Les Inédits fantastiques. Le coffret propose également Les Indes noires de Marcel Bluwal et Le Secret de Wilhelm Storitz de Éric Le Hung.
- Adaptation en conte musical par la Compagnie Justin Narcysse de Lausanne (Isabelle Jacquemain, conteuse, et Francis Valéry, compositeur-musicien) ; première lors de l'inauguration de l'Espace Jules Verne de la Maison d'Ailleurs (Yverdon-les-Bains, Suisse), octobre 2008. Egalement joué au CIMA, Musée des boîtes à musique et automates de Sainte-Croix, Suisse, 12 octobre 2008. Durée : 45 minutes.
- Pièce de musique électronique sous le titre "Zacharius : une fantaisie horlogère" par Francis Valéry, 2015 (édité en CD hors-commerce, durée 4:50 ; puis réédité en tant que bonus track de "Zacharius : Poème Symphonique en do phrygien" dans un nouveau mixage, durée 5:01).
- Zacharius : Poème Symphonique en do phrygien", lecture du texte intégral avec un accompagnement musical et sonore, durée : 107 minutes. MindTheGap Records, octobre 2015 (coffret de 2 CD) / téléchargement sur le site belial.fr. Musique composée, enregistrée et mixée par Francis Valéry qui assure également la lecture du texte.
- Elle a aussi été adaptée en opéra par le metteur en scène et chef d'orchestre Jean-Louis Curti en 2009 à Genève (Suisse).
- Zacharius, film de Claude Grinberg avec Charles Denner et Emmanuelle Béart, 1984.

## Éditions
- Frrit-Flacc suivi de Maître Zacharius. Éditions de Saint Mont. 2005. Note de l'éditeur concernant le texte de la seconde nouvelle : « Première version, tel qu'il a été publié en revue et qui diffère légèrement de sa version définitive, parue chez Hetzel en 1889. »